# نترات عديد الفاينيل
نترات عديد الفاينيل أو نترات البولي فينيل هي مادة متفجرة بوليميرية، وهي إستر حمض النتريك وكحول عديد الفاينيل. تحضّر بنترتة كحول عديد الفاينيل أو الأسترة من نوع ترانس لأسيتات عديد الفاينيل. وهي مادة متلدنة حراريًا ذات منطقة تلدن عند 30-45 °م، وفقًا للوزن الجزيئي لكحول عديد الفاينيل الأولي المستخدم.
يمكن استخدام نترات عديد الفاينيل في بعض المواد الدافعة والمتفجرات.